# Yfke Sturm
Yfke Sturm (Almere, 19 novembre 1981) è una modella olandese.

## Carriera
Unica figlia di una giornalista e di un ispettore ambientale, viene scoperta nel 1997 in un centro commerciale ad Amsterdam da uno scout di Elite Model Management; nello stesso anno viene iscritta alla sezione olandese del concorso Elite Model Look vincendolo e passando alla fase finale che si terrà a Nizza. A 15 anni si ritroverà ad aver vinto un concorso internazionale ed a firmare contratti con Ralph Lauren e Calvin Klein.
Il lavoro di modella le consentirà di viaggiare in tutto il mondo. Sarà immortalata dagli obiettivi di noti fotografi di moda come Patrick Demarchelier, Peter Lindbergh, Regan Cameron, Mario Testino, François Nars, Bruce Weber, Irving Penn, Greg Kadel e altri. Il suo volto ed il suo corpo sono apparsi sulle copertine o in servizi di riviste di tutto il mondo tra le quali Vogue, Marie Claire, Elle, Harper's Bazaar, Glamour, Cosmopolitan, Vanity Fair, Madame Figaro. È apparsa in diverse campagne promozionali: Ralph Lauren, Calvin Klein, DKNY, Armani, La Perla, Krizia, H&M, Carolina Herrera, J.Lo, Escada, Banana Republic e lanci di prodotti per Pantene, Garnier, Douglas e Yves Rocher.
Yfke Sturm ha preso parte al Victoria's Secret Fashion Show nel 2002 e nel 2005. In entrambi gli anni ha sfilato accanto a supermodelle del calibro di Naomi Campbell, Gisele Bündchen, Heidi Klum, Fernanda Tavares e Adriana Lima. Ha inoltre sfilato per: Ralph Lauren, Calvin Klein, DKNY, Tommy Hilfiger, Dolce & Gabbana, Dior, Versace, Chanel, Valentino, Armani, Chloé, Diane von Fürstenberg, Fendi, Jil Sander, John Galliano, Marc Jacobs, Moschino, Oscar de la Renta, Yves Saint Laurent.
Nel 2006 si è cimentata nei panni di conduttrice televisiva per il programma Holland's Next Top Model, versione olandese di ANTM di Tyra Banks. Rimane alla conduzione del programma per le prime due stagioni per poi decidere di focalizzarsi solo sulla moda. Il programma viene affidato alla conduzione della collega Daphne Deckers.
È ambasciatrice per Dutch Red Cross Foundation in collaborazione con l'associazione ha fatto partire un altro progetto, Yfke 4 Kids, per occuparsi in tutto il mondo dei bambini affetti o che hanno perso i genitori a causa dell'AIDS. La sua carriera come modella e l'impegno umanitario le faranno conseguire nel 2009 il Talent Award e il Dutch Model Awards. Ha pubblicato anche un libro, Yfke's Models Secrets, in cui dà consigli riguardo allo stile, al benessere e alle storie sul settore della moda.

## Vita privata
È stata sposata per tre anni con Imad Izemrane divorziando nel 2010. Nell'Agosto 2015 è nato il suo primo figlio, Alexander.
Il 3 settembre 2015, al largo tra Maronti e Sant'Angelo, sull'Isola d'Ischia, rimane vittima di un grave incidente in mare mentre è a bordo di un "surf jet", contro cui sbatte la testa, e che l'avevano portata ad alcuni giorni di coma farmacologico.